# Прутул-де-Жос
Науковий заповідник «Нижній Прут» (рум. Rezervația științifică Prutul de Jos) — заповідник у Молдові.
Розташований за 45 км на південь від міста Кагул, у заплаві річки Прут та на березі озера Белеу.

## Історія
Створений у 1991 році. Він охоплював площу в 1691 га. 2/3 території заповідника зайнято акваторією озера Белеу.
По суті, в межах заповідної зони Прутул де Жос об'єднані найрізноманітніші природні території: болота, озера, ліси, лугові ділянки, надзаплавні тераси. Але все ж центральним об'єктом місцевої природи є озеро Белеу. Це реліктове водоймище, довжина якого сягає 5 км, а ширина — 2 км. При цьому глибина водойми зовсім невелика — вона коливається від 0,5 до 2 м. Озеру Белеу дійсно вже багато-багато років, воно виникло 5000-6000 років тому у великій дельті річки Дунай.
Сьогодні поповнення водного басейну озера Белеу здійснюється за рахунок двох проток з річок Прут і Дунай. Саме від них залежить весняний рівень води в озері. Якщо баланс дотриманий, то у водному середовищі озера створюються найсприятливіші умови для розвитку водної рослинності. Остання звичайно представлена рогозом, очеретами, куширом, рдестом, рогульником, сальвінією, лататтям і болотоцвітником. Якщо ж води менше норми, то велика частина цих рослин висихає. По берегах озера можна зустріти такі рослини, в основному це деревоподібні і трав'яні види: верби, білі тополі та ін.
Ссавці регіону представлені видрами та європейськими норками, що мешкають в заповіднику Прутул де Жос просто у величезній кількості. Також на озері Белеу спостерігається багата орнітофауна, вона складається з 168 видів птахів, у тому числі і 36 мігруючих видів. Великій кількості пернатих в регіоні посприяло його місце розташування — прямо на шляху перелітних птахів, а також у районі Дунайської дельти, відомої своїми пташиними базарами. Іхтіофауна водойми представлена 30 видами риб.

## Світлини

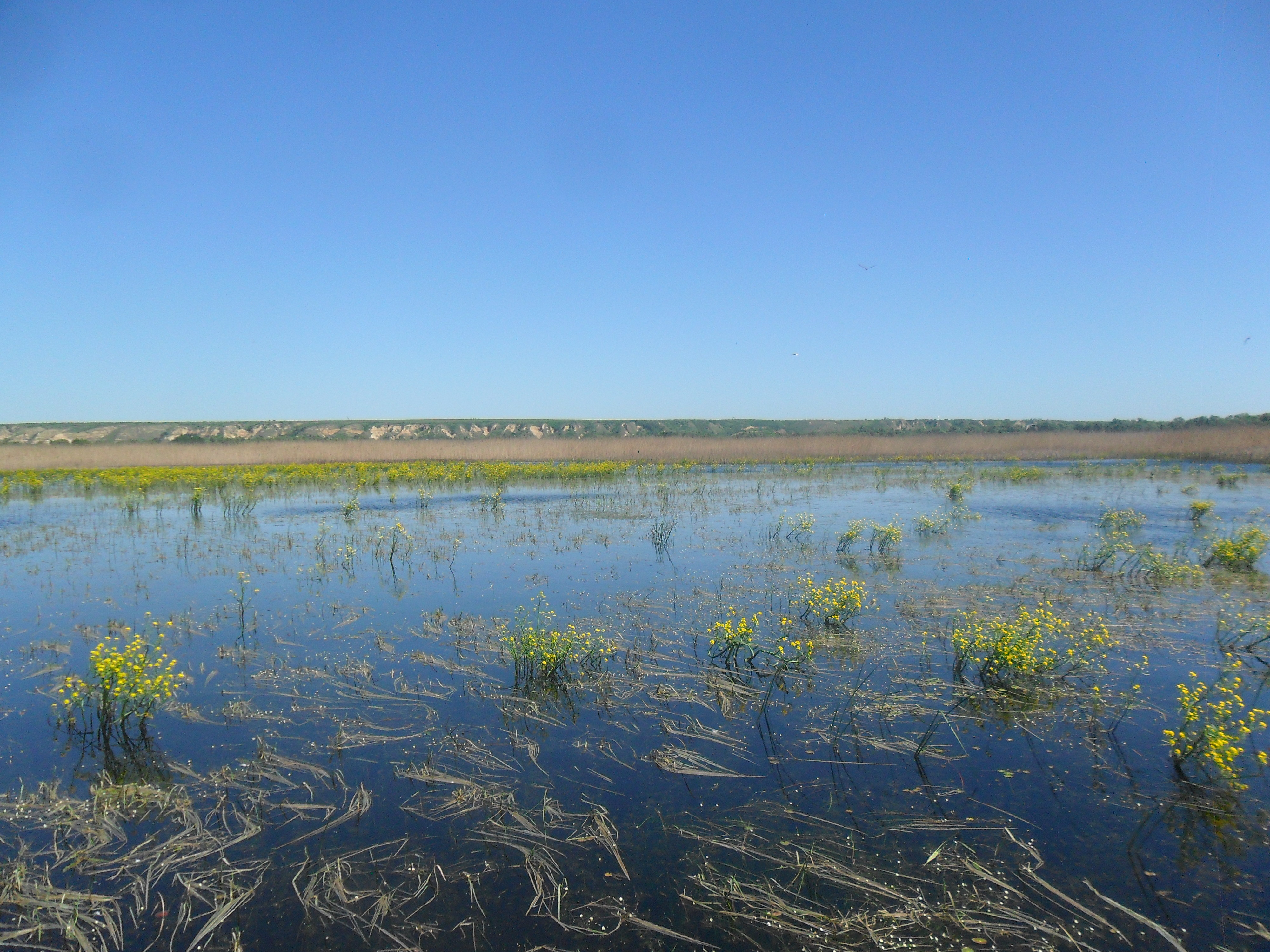
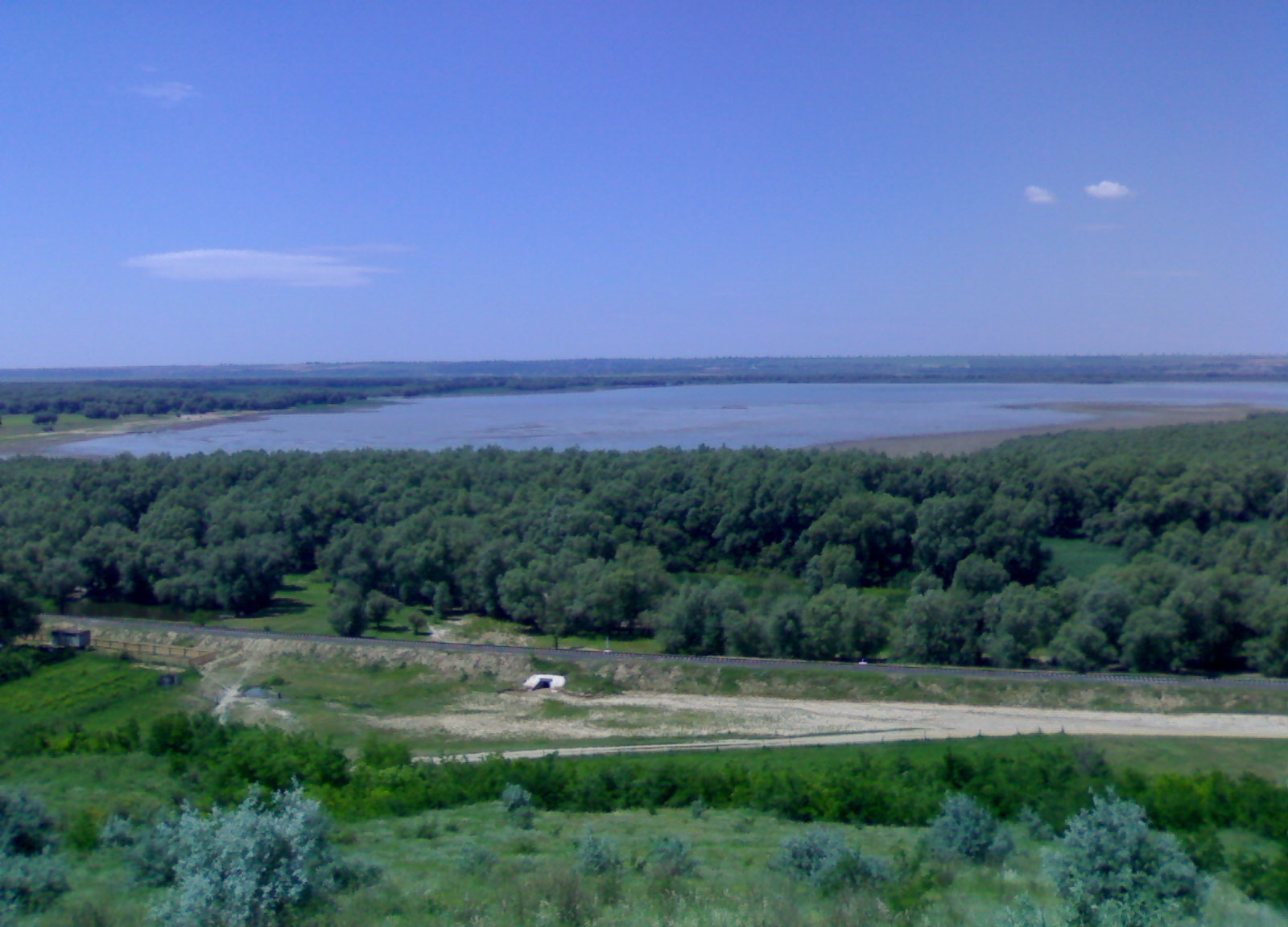
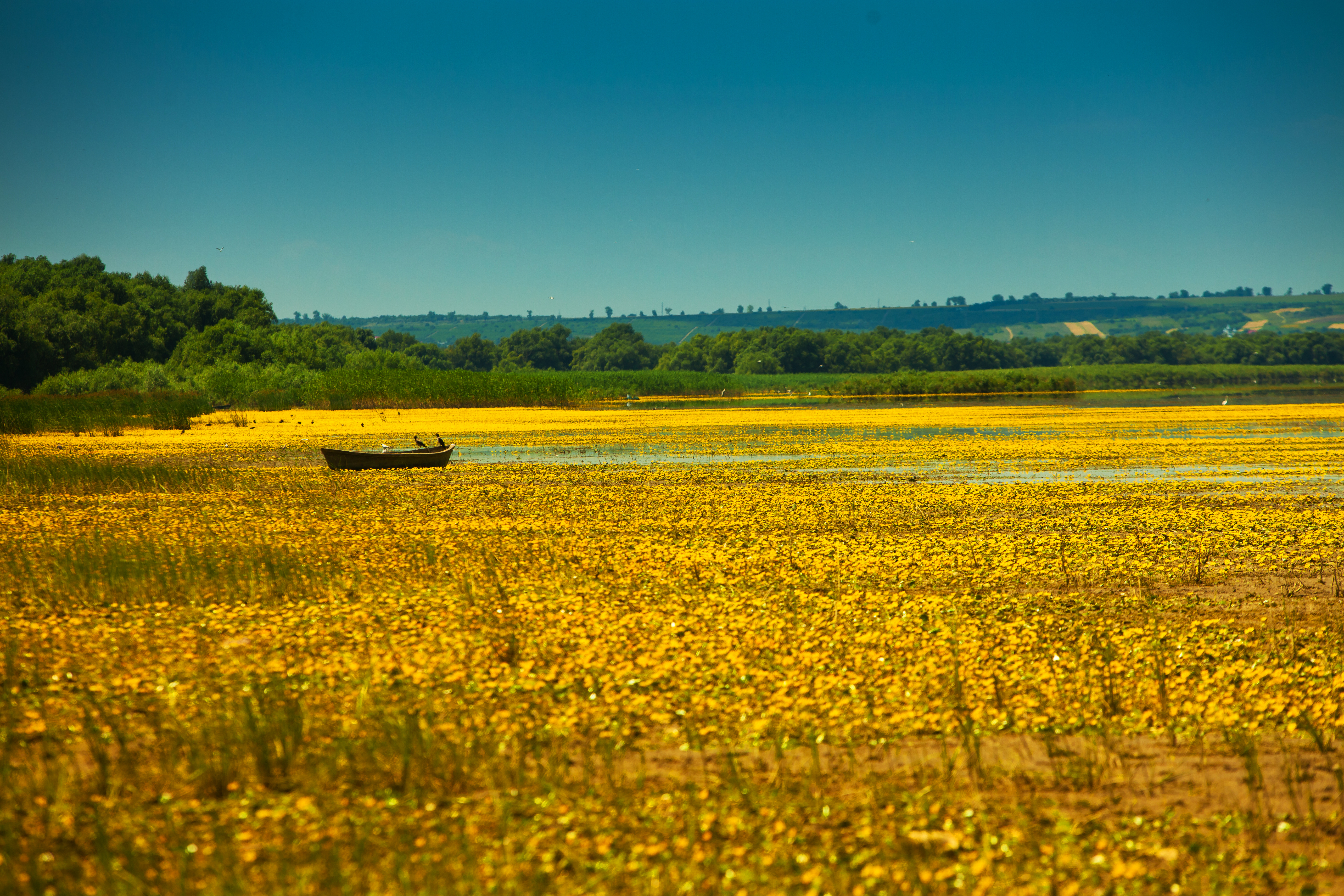
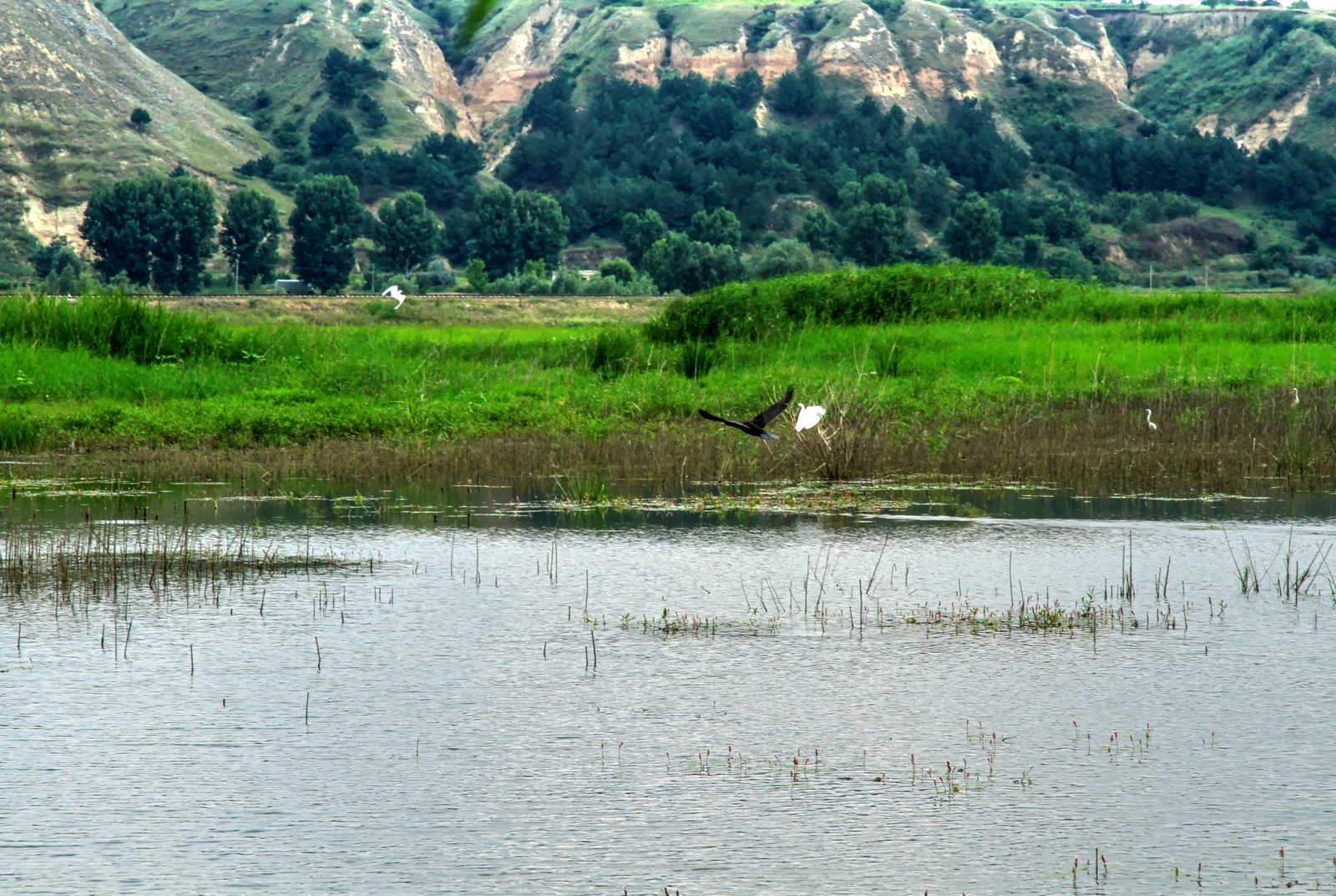
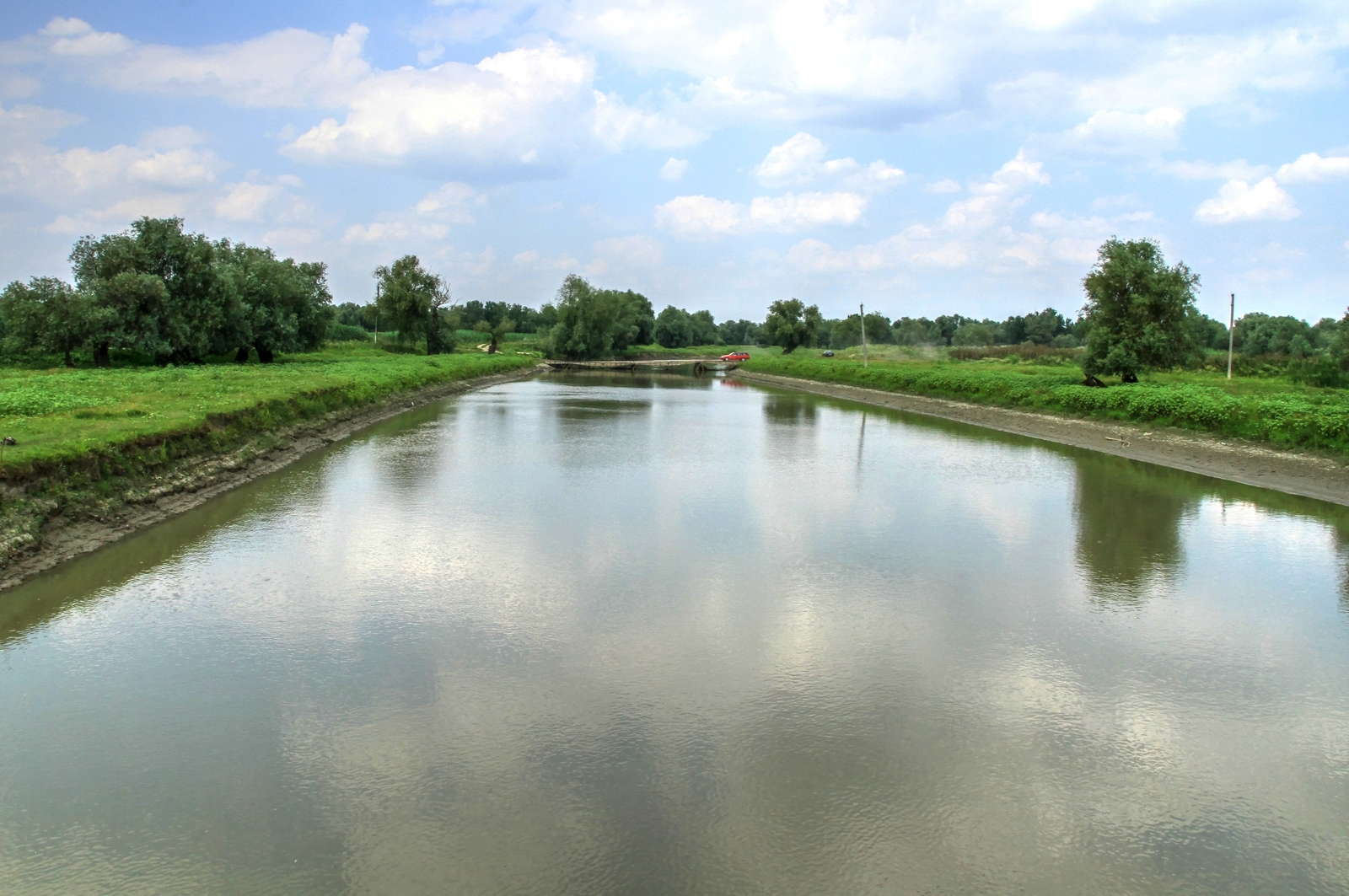